# Rotsee
Il lago Rotsee è un lago naturale situato nel Canton Lucerna, in Svizzera, celebre campo di regata per le gare di canottaggio, più volte sede dei campionati mondiali di canottaggio, campionati europei di canottaggio e, annualmente, della coppa del mondo di canottaggio.